# Constituția Greciei din 1844

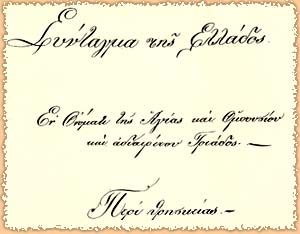

Constituția din 1844 a Greciei a fost prima constituție a Regatului Greciei. La 3 septembrie 1843, garnizoana militară a Atenei, cu ajutorul cetățenilor, s-au revoltat și i-au cerut regelui Otto schimbarea constituției absolutiste.

## Legături externe
- Constituția din 1844 a Greciei în original